# (10552) Stockholm
(10552) Stockholm (voorlopige aanduiding 1993 BH13) is een planetoïde in de planetoïdengordel, die op 22 januari 1993 werd ontdekt door Eric Walter Elst in het La Silla-observatorium van de Europese Zuidelijke Sterrenwacht. De planetoïde werd in 2000 vernoemd naar Stockholm. Stockholm is de hoofdstad en de grootste stad van Zweden.
(10552) Stockholm is een planetoïde van ongeveer 9,6 km diameter.

## Baan om de Zon
De planetoïde beschrijft een baan om de Zon die gekenmerkt wordt door een perihelium van 2,482 AE en een aphelium van 3,753 AE. De planetoïde heeft een periode van 5,50 jaar (of 2010,46 dagen).